# ۶۹۵ (خورشیدی)
۶۹۵ ششصد و نود و پنجمین سال هجری خورشیدی است.